# ARIA 차트
ARIA 차트(ARIA Charts)는 오스트레일리아 음반 산업 협회 (ARIA)가 매주 발표하는 오스트레일리아의 음악 판매 차트이다. ARIA 차트는 오스트레일리아의 다양한 장르의 싱글과 앨범 판매 차트가 있다.

## 같이 보기
- ARIA 뮤직 어워드